# Antonio Imbert Barrera
Antonio Imbert Barrera (Puerto Plata, 3 december 1920 – 31 mei 2016) was een Dominicaanse militair. In de jaren 40 was hij een van de eerste gouverneurs van Puerto Plata en bekleedde hij tijdelijk het presidentiële ambt van de Dominicaanse Republiek van 7 mei tot 30 augustus 1965.
Als een van de weinigen overleefde hij met Luis Amiama Tío het complot tegen dictator Rafael Trujillo op dinsdag 30 mei 1961, die daarbij werd vermoord. Hij werd uitgeroepen tot "nationale held" en bekroond met de rang van generaal ad vitam (generaal voor het leven).
In de oorlog van april 1965 tegen het Amerikaanse Triumviraat, leidde hij, onder kolonel Francisco Alberto Caamano Deno, een leger van burgers en militairen die streden voor de terugkeer van Juan Bosch als president. Zijn leger werd genoemd "Regering van Nationale Wederopbouw". Anderszins werkte hij mee aan een wapenstilstand met de Noord-Amerikanen en tekende in april de vredesakte die de oorlog beëindigde.

## Aanslag op zijn leven
Antonio Imbert Barrera werd op 21 maart 1967 neergeschoten, toen hij naar zijn auto op de Avenida Pedro Henriquez Urena in Santo Domingo liep. Hij had meerdere schotwonden en in een snelle actie werd hij naar een kliniek gebracht waar hij herstelde van de aanval.

## Enkele benoemingen
- Hij was secretaris van de Strijdkrachten 1986/88.
- Voorzitter van de Raad van Bestuur van de Dominicaanse Rozenkrans in 1989.
- Nationale Held
- Generaal ad vitam
- Onderscheiden met de Orde van Verdienste van Duarte, Sanchez en Mella.